# José Luis Sanchís
José Luis Sanchis Armelles (Albocácer, Castellón 1943) es un consultor político español que ha combinado a lo largo de su carrera profesional el marketing político con la consultoría estratégica.
Licenciado en Derecho y en Ciencias Económicas por la Universidad de Deusto, inició su actividad en la consultoría política en el año 1977.

## Biografía
En sus 40 años de experiencia profesional ha trabajado en 126 campañas electorales en todo el mundo para líderes políticos como Francisco de Sá Carneiro, Adolfo Suárez, Manuel Fraga, Aníbal Cavaco Silva, Jordi Pujol, José Antonio Ardanza, Alberto Fujimori, Carlos Menem o Antonio Guzmán.

## Cargos institucionales
Fue Presidente Mundial de la International Association of Political Consultants (IAPC), Secretario General de European Association of Potilitical Consultans (EAPC) y Miembro del Consejo Mundial de IPRA (International Association of Public Relations).
Desde 2012 es presidente de honor de la consultora de comunicación, Torres y Carrera.

## Premios y reconocimientos
Ha sido galardonado con seis Golden World Awards y un Premio Polly y ha formado parte del Salón de la Fama de la Consultoría Política de América por la publicación especializada Campaigns and Elections.
En la categoría de Public Affairs, ha sido galardonado por las siguientes campañas:
- Impeding Abuse over Casino
- Aeroplane Embargo Crisis” (LAB - Bolivian Airlines)
- “Water for Everyone” (Murcian Regional Government).

En la categoría de Marketing - Established Product:
- “Nutritionists Enhance Cereal Consumption” (Kellogg's)

En la categoría Issues Management:
- “Electronic Voting System Launch” (Indra)

En la categoría de Public Service:
- “If You Overdo It, You're the Loser” (Assoc. of Valencian Discoteque Owners and the Drug Abuse General Directorate)

En 2014 recibe el premio Honorary Victory Award que otorga la organización Marketing Político en la Red.*

## Análisis de prospección
Los análisis de prospección de sistemas están inspirados en las teorías de juegos matemáticos de estrategia desarrollados por John Forbes Nash, matemático y premio Nobel de Economía, con quien Sanchis coincide en EE.UU, hacia la década de los 70. Es entonces cuando Sanchis decide adaptar sus teorías a la consultoría estratégica con la finalidad de dibujar escenarios de futuro sobre bases históricas y proyecciones matemáticas.

### Intervenciones televisivas
- Especial elecciones EE. UU. 2012 en TVE
- Informe Semanal de TVE 2012. Especial elecciones EE. UU. 2012
- José Luis Sanchis en Madrid Opina - Telemadrid (10 de noviembre de 2011)
- Entrevista completa a José Luis Sanchis - Tu TV

### Publicaciones en prensa y medios
- José Luis Sanchis: 'Cada campaña electoral es un máster'[7]
- Vox, la peor pesadilla del PP - El Mundo (30 de enero de 2014)
- José Luis Sanchis es nombrado presidente de honor de Torres y Carrera - PrNoticias (18 de febrero de 2014)
- José Luis Sanchis, nuevo presidente de honor de la consultora Torres y Carrera  - Espacio Dircom (11 de octubre de 2012)
- Homenajeado por La Fundación Ortega y Gasset - Top Comunicación (12 de junio de 2013)
- La Fundación Ortega y Gasset homenajea a José Luis Sanchis en reconocimiento a toda una vida dedicada a la consultoría política - El Economista (19 de junio de 2013)
- José Luis Sanchis concluye en un estudio de prospectiva que Europa aguantará el tirón de Estados Unidos y China - La Celosía (30 de junio de 2012)